# ليندا أميوت
ليندا أميوت هي كاتبة للأطفال وكاتِبة كندية، ولدت في 28 يونيو 1958.